# Hans-Jürgen Wäckerle
Hans-Jürgen Wäckerle (* 12. Oktober 1940 in Mannheim-Neckarstadt; † 10. August 2019) war ein deutscher Fußballspieler. Der Defensivspieler absolvierte von 1959 bis 1966 für den VfR Mannheim insgesamt 184 (1 Tor) Ligaspiele; 98 in der damals erstklassigen Fußball-Oberliga Süd, 86 (1 Tor) in der zweitklassigen Fußball-Regionalliga Süd.

## Laufbahn

### Mannheim, bis 1966
Den ersten überregionalen Erfolg feierte der junge Defensivspieler unter Trainer „Fips“ Rohr in der Saison 1958/59, als er mit der A-Jugend des VfR Mannheim die Süddeutsche Meisterschaft erringen konnte. Zur Saison 1959/60 wurde Wäckerle in den Kader der Oberligamannschaft übernommen, wozu auch noch Torjäger Rudolf Bast vom FV Speyer geholt wurde. Der Nachwuchsspieler debütierte am 23. August 1959 bei einer 0:4-Auswärtsniederlage bei den Stuttgarter Kickers in der Oberliga; am Rundenende hatte er 16 Ligaspiele bestritten und die Blau-Weiß-Roten aus der Quadratestadt belegten den 10. Tabellenrang. Tabellarisch ging es mit dem Deutschen Meister des Jahres 1949 in den restlichen Runden der alten Oberliga Süd nicht mehr nach vorne; der VfR belegte den 12. Rang in der letzten Runde der erstklassigen Oberliga 1962/63 und gehörte ab Gründung der neuen Fußball-Bundesliga, 1963/64, dem Unterbau in der Regionalliga Süd an. Mit dem Spiel am 12. Mai 1963, einem 2:2 Remis bei Ulm 1846, beendeten Wäckerle und Kollegen das Kapitel der Oberliga Süd. Der fast durchgehend die Mittelläuferposition im damaligen WM-System bekleidende Defensivakteur hatte unter Trainer Helmut Kronsbein und neben Mitspielern wie Hans Arnold, Rudolf Bast, Hans Benzler, Karl-Heinz Kott, Günter Rehbein, Dieter Sagray, Lorenz Schmitt und Günther Schreck 28 Ligaspiele absolviert und damit seine Oberligaeinsätze auf insgesamt 98 Einsätze ausgebaut.
Mit einem 2:2 beim FC Bayern Hof startete der VfR Mannheim mit Mittelläufer Wäckerle am 4. August 1963 in die neue Regionalliga. Am 13. Oktober 1963 gelang gegen den Favoriten FC Bayern München ein 3:0-Heimerfolg; am 23. November verlor der VfR knapp mit 1:2 das Auswärtsspiel bei Kickers Offenbach und Wäckerle lernte dabei erstmals die Qualitäten des späteren Nationalstürmers Sigfried Held kennen und auch beim Rückspiel an der Grünwalder Straße gegen den FC Bayern bewies der Stopper in den Duellen gegen Bayern-Torjäger Rainer Ohlhauser bei einer 0:2-Niederlage seine Qualitäten. Am Rundenende hatte er 37 Ligaspiele absolviert und sein Verein belegte den 6. Rang. Auch in der zweiten Regionalligasaison 1964/65 belegte der VfR mit Wäckerle als Abwehrchef den 6. Rang und hatte in der Rückrunde beim Auswärtsspiel dem späteren BL-Aufsteiger Bayern München mit einem 0:0 einen Punkt abgeknöpft. Gegen deren Angriffsreihe mit Rudolf Nafziger, Ohlhauser, Gerd Müller, Dieter Koulmann und Dieter Brenninger kein Gegentor bekommen zu haben, war eine besondere Leistung der VfR-Abwehr.
Zur Runde 1965/66 unterschrieb der Amateurtorjäger Franz Schäffner aus Hockenheim einen Vertrag beim VfR Mannheim, um dort den Weggang des Torschützenkönigs Rudolf Bast in der Regionalliga Süd zu kompensieren, was mit 20 erzielten Treffern auch auf Anhieb gelang. Die Rasenspieler belegten am Rundenende aber lediglich den enttäuschenden 12. Rang und Wäckerle bestritt am 13. Februar 1966 bei einem 1:1-Heimremis gegen Hessen Kassel sein letztes Ligaspiel für den VfR Mannheim. Rehbein und Wolfgang Platz standen dabei als Außenläufer an seiner Seite.

### Lüttich und Darmstadt, 1966 bis 1970
Der Mannheimer schloss sich zur Saison 1966/67 Standard Lüttich in Belgien an. Er belegte mit Standard 1966/67 den 4. Rang und gewann am 28. Mai 1967 mit einem 3:1 n. V. den Pokal. Nach zwei Runden an der Seite von Mitspielern wie Christian Piot, Jacques Beurlet, Roger Claessen, Nicolas Dewalque und Jean Thissen kehrte er mit lediglich 13 Ligaeinsätzen wieder nach Deutschland zurück und schloss sich zur Saison 1968/69 dem SV Darmstadt in der Regionalliga Süd an. Das erste Jahr endete nach 28 Ligaeinsätzen mit den „Lilien“ vom Stadion am Böllenfalltor auf dem 8. Rang. Im zweiten Jahr, 1969/70, gespielt wurde in einer 20er-Staffel, führte eine unglaubliche 0:16-Punkteserie am Rundenende die Blau-Weißen mit 30:46 Punkten auf den 18. Rang und damit zum Abstieg. Mit dem Einsatz am 10. Mai 1970 bei einer 1:4-Auswärtsniederlage beim Freiburger FC verabschiedete sich Wäckerle aus der Regionalliga Süd. Er hatte in 31 Ligaspielen unter Trainer Heinz Lucas in dieser Saison mitgewirkt und mit Mitspielern wie Wolfgang Mühlschwein, Jürgen Rohweder, Josef Hofmeister und Wolfgang Solz vergeblich versucht den 98ern die Klasse zu erhalten.
Am 8. Juni 2013 hatte er mit seiner Ehefrau noch in Friedrichsfeld die Goldene Hochzeit gefeiert, ehe er am 10. August 2019 verstarb.